# الاشتباكات الجوية في 11 سبتمبر 1969
كانت الاشتباكات الجوية في 11 سبتمبر 1969 عبارة عن سلسلة من المعارك الجوية التي وقعت في المنطقة الواقعة غرب سيناء حتى الدلتا خلال حرب الاستنزاف أُسقطت خلالها 11 طائرة حربية مصرية وطائرة ميراج إسرائيلية واحدة وفقاً لإسرائيل في حين يدعي المصريون إسقاطهم لأربع طائرات إسرائيلية مقابل اثنتين مصريتين.

## خلفية تاريخية
شنَّ الجيش الإسرائيلي غارة جريئة على الساحل الغربي جنوب خليج السويس (عملية رافيف) في 9 سبتمبر 1969. وجد خلالها الجيش المصري صعوبة في تحديد موقع إنزال قوات الجيش الإسرائيلي كما فشل في التعامل معها مما كبده خسائر كبيرة. صدمت نتائج الغارة ونجاحها القيادة والجيش المصري. بحيث توقعت إسرائيل بعدها أن تحدث غارة مصرية برية أو جوية. وكجزء من رفع حالة التأهب العام، وضع سلاح الجو الإسرائيلي زوجاً من طائرات ميراج 3 في حالة تأهب في قاعدة رفيديم في سيناء. كما وضعت الأسراب الاعتراضية الموجودة في قواعد سلاح الجو داخل إسرائيل في حالة تأهب لتعزيز الطائرات الإسرائيلية المشتبكة في الجو إذا تطلب الأمر.

## المعارك الجوية
شن الطيران المصري هجوماً كبيراً على قوات الجيش الإسرائيلي في سيناء في الساعة 9:00 صباحاً يوم 11 سبتمبر 1969، حيث انطلقت قوة كبيرة مؤلفة من 16 طائرة سوخوي-7 وطائرة ميج-17 واحدة على ارتفاع منخفض فوق مواقع إسرائيلية في شمال سيناء، ترافقهم طائرات ميج-21 لحمايتها من الطيران الإسرائيلي الذي دفع بالمقابل زوجين من طائرات الميراج لاعتراضها، وفي الاشتباك الجوي الذي وقع، أسقط الطيار ران مئير طائرة ميج، انطلق بعد ذلك زوج ميراج إسرائيلي آخر لكنه وصل بعد انتهاء المعركة.
أطلق الطيران المصري الموجة الثانية من هجومه في الساعة 12:00. وفي هذه المرة، هاجمت الطائرات المصرية القاعدة البحرية الإسرائيلية وبطاريات صواريخ هوك في أبو رديس ورأس مسلة. كما شنت طائرات سوخوي-7 أيضاً، هجمات على ارتفاع منخفض، تحميها طائرات ميج-21 على ارتفاعات عالية. وتصدى لها الطيران الإسرائيلي مرة أخرى، بدفع زوجي ميراج.
أُسقط زوج واحد من الطائرات المهاجمة على ارتفاع منخفض، بينما اندفع الزوج الاعتراضي الآخر إلى الاشتباك معها على ارتفاعات عالية. وعندما لحقت طائرات الميراج بالطائرات المصرية المهاجمة، طاردتها غرباً نحو مصر. وبعد مطاردة طويلة على ارتفاع منخفض، أسقط الطيار غيورا إبستاين طائرة سوخوي-7 بواسطة مدفع طائرته بالقرب من مطار بلبيس، عند محاولتها الهبوط. وتبعه إيلان جونين بإسقاطه طائرة سوخوي-7 أخرى في العمق المصري. وفي الوقت نفسه، كانت هناك معركة جوية بين طائرات الميج-21 وزوج الميراج الآخر. وفي خضم المعركة، أسقط أفشا فريدمان ميج-21 بمدفع طائرته. وبعد إسقاطها، اتجهت بقية طائرات الميج غرباً وخلال مطاردتها، أسقط يهودا كورن ميج-21 أخرى بواسطة صاروخ شفرير-2.
عند هذه المرحلة وبعد إسقاط خمس طائرات مصرية، شن سلاح الجو الإسرائيلي قصفاً انتقامياً على الأهداف العسكرية المصرية غرب القناة. حيث قصفت الطائرات الإسرائيلية محطات الرادار، وثكنات الجنود، ومخازن الذخيرة، وقواعد الصواريخ وبطاريات المدفعية، رافقت طائرات الميراج القاذفات الإسرائيلية لحمايتها من الطائرات الاعتراضية المصرية، وبالرغم من إطلاق المصريين النيران على الطائرات الإسرائيلية فقد امتنعوا عن الدخول معها في معارك جوية.
وفي حوالي الساعة 4:00 مساءً، أطلق المصريون الموجة الهجومية الثالثة والأخيرة ضد الأهداف الإسرائيلية، والتي شملت استهداف بطاريات صواريخ هوك في شمال سيناء. وقد أمر قائد القوات الجوية، مردخاي هود، بإطلاق تشكيل من أربع طائرات ميراج من السرب 119. وقد طارد هذا التشكيل الرباعي الطائرات المصرية إلى منطقة الدلتا في مصر. ثم انطلق زوج ميراج آخر إلى العمق المصري. وفوق مطار المنصورة دارت معركة جوية كبيرة بين خمس طائرات ميراج (اضطرت السادسة للعودة) و12 طائرة ميج-21. وخلال المعركة، تمكن ران بيكر من إسقاط طائرة ميج بصاروخ سايدويندر. كما أُسقطت طائرتي ميج أُخْرِيَيَنِ، إحداهما بواسطة درور هاريش والأخرى بواسطة آشر سنير. أطلقت واحدة من طائرات الميج صاروخاً من طراز أتول أصاب وأسقط طائرة غيورا روم، الذي أسره المصريون.
خلال هذا اليوم، أُسقطت 11 طائرة مقاتلة مصرية: 8 في معارك جوية و3 بواسطة الدفاع الجوي الإسرائيلي في سيناء.
وفي المجمل، سقطت 7 طائرات ميج-21، 3 سوخوي-7، 1 ميج-17 وميراج-3 واحدة في ذلك اليوم.
| الطيار                       | الضحية  | المكان             |
| ---------------------------- | ------- | ------------------ |
| ران مائير                    | ميج-17  | سيناء              |
| جيورا إبستين                 | سوخوي-7 | بلبيس              |
| إيلان جونين                  | سوخوي-7 | الدلتا             |
| أفشا فريدمان                 | ميج-21  | الدلتا             |
| يهودا كورن                   | ميج-21  | الدلتا             |
| ران بيكر                     | ميج-21  | المنصورة           |
| درور هاريش                   | ميج-21  | المنصورة           |
| آشر سنير                     | ميج-21  | المنصورة           |
| قوات الدفاع الجوي الإسرائيلي | سوخوي-7 | سيناء              |
| قوات الدفاع الجوي الإسرائيلي | ميج-21  | سيناء              |
| قوات الدفاع الجوي الإسرائيلي | ميج-21  | سيناء              |
| مصطفى محمد جامع              | ميراج-3 | تاج العز، المنصورة |

## ما بعد المعركة
أمر قائد القوات الجوية الإسرائيلية بإجراء تحقيق حول أسباب سقوط طائرة الميراج الإسرائيلي الوحيدة، التي كان يقودها الطيار غيورا روم. وقد تبين أنه خلال المعركة انفصل روم ورفيقه سنير عن بعضهما وبذلك لم يتمكّنا من تحذير بعضهما البعض من تعزيرات الطائرات الاعتراضية المصرية خلفهما. وعقب التحقيق، صدرت تعليمات مشددة من إدارة العمليات بألّا ينفصل زوج الطائرات عن بعضه حتى في المواقف التي يكون فيها فرصة للطيارين لإسقاط طائرة معادية.
استعرضت وسائل الإعلام المصرية الاشتباكات الجوية على نطاق واسع والتي لخصتها في «انتصار جوي كبير». وفي مؤتمر صحفي عقده المصريون، ادّعوا إسقاط أربع طائرات مقاتلة إسرائيلية مقابل طائرتين مقاتلتين مصريتين خلال المعارك الجوية.

## ملاحظات

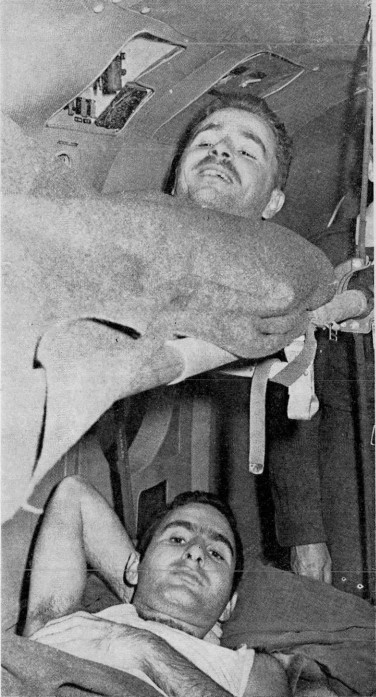
الطيار نسيم إشكنازي (بالأعلى) والطيار غيورا روم خلال عودتهما من الأسر المصري

## للمزيد من القراءة
- רוח רפאים מעל קהיר חלק א' - חיל האוויר הישראלי במלחמת ההתשה (1967-1970), דני שלום עמ' 432-440
- דבר, יום שישי, 12 בספטמבר 1969 11 מטוסים מצריים הופלו באזור התעלה